# Nawada
Nawada là một thành phố và khu đô thị của quận Nawada thuộc bang Bihar, Ấn Độ.

## Địa lý
Nawada có vị trí 24°53′B 85°32′Đ / 24,88°B 85,53°Đ Nó có độ cao trung bình là 80 mét (262 feet).

## Nhân khẩu
Theo điều tra dân số năm 2001 của Ấn Độ, Nawada có dân số 82.291 người. Phái nam chiếm 53% tổng số dân và phái nữ chiếm 47%. Nawada có tỷ lệ 65% biết đọc biết viết, cao hơn tỷ lệ trung bình toàn quốc là 59,5%: tỷ lệ cho phái nam là 71%, và tỷ lệ cho phái nữ là 59%. Tại Nawada, 16% dân số nhỏ hơn 6 tuổi.